# 玛高维亚·贾库林
玛高维亚·贾库林（1917年—1988年1月26日），新疆塔城人，哈萨克族，中华人民共和国政治人物。

## 生平
玛高维亚于1945年参加新疆三区革命，曾任乌苏县、沙湾县副县长、县长。中华人民共和国成立后，历任塔城专署邮电局局长，乌鲁木齐海关副关长，新疆维吾尔自治区外贸局副局长，塔城地区行政公署专员，自治区粮食局局长，自治区民族事务委员会副主任、党组副书记等职。1983年，玛高维亚当选第六届全国政协常务委员。
1988年1月26日，玛高维亚在乌鲁木齐逝世，终年71岁。